# Слобода (платформа)
Слобода́ (бел. Слабада) — железнодорожный остановочный пункт Минского отделения Белорусской железной дороги на линии Минск-Пассажирский — Орша-Центральная. Остановочный пункт расположен в Смолевичском районе между станцией Городище и остановочным пунктом Домашаны.

## История
Остановочный пункт был построен и начал обслуживать пассажиров в 1951 году. Остановка пригородных поездов расположилась на железнодорожной линии, которая была построена и введена в эксплуатацию в 1871 году как участок Осиновка — Брест Московско-Брестской железной дороги. В 1974 году остановочный пункт был электрифицирован переменным током (~25 кВ) в составе участка Минск — Борисов.
В 2016 году после того, как через остановочный пункт были запущены электропоезда городских линий по маршруту Минск — Смолевичи была проведена реконструкция остановочного пункта. В ходе реконструкции было частично обновлено тротуарное покрытие, отремонтирован и обновлён пассажирский павильон со зданием билетных касс.

## Устройство станции
На остановочном пункте имеются две пассажирские боковые прямые платформы длиной 220 метров каждая, через станцию проходят два магистральных пути в направлении Минска и Орши. Пересечение железнодорожных путей осуществляется по двум наземным пешеходным переходам, оснащённых свето-звуковой сигнализацией (светофорами). На главной платформе в направлении Минска расположен пассажирский павильон с билетной кассой (работает ежедневно с 05:35 до 21:05).

## Пассажирское сообщение
На остановочном пункте ежедневно останавливаются электропоезда региональных линий эконом-класса (пригородные электрички), следующие до станций Орша-Центральная (4 пары), Борисов (7 пар), а также нерегулярные рейсы до Жодино, Крупок и Славного. На платформах останавливаются поезда городских линий до станции Красное Знамя (через Смолевичи). Время следования до Орши составляет в среднем 3 часа 26 минут, до Борисова — 56 минут, до станции Минск-Пассажирский — 42 минуты.
Остановочный пункт обслуживает дачников множественных садоводческих товариществ, образующих дачный массив в югу от платформы. Агрогородок Слобода по имени которого назван остановочный пункт расположен более чем в 1,5 километрах севернее, другими ближайшими сельскими населёнными пунктами являются деревни Переездная и Гончаровка.